# Seriedatabas
En seriedatabas är en digital databas om tecknade serier, med listningar av utgåvor, faktabaserade artiklar i ämnet och ofta illustrerade med omslag på utgåvor, porträttfoton och utdrag ur serieproduktioner. Databasen är i regel tillgängliga via Internet, gratis eller via prenumeration. Jämför även uppslagsbok om tecknade serier och seriekatalog, som är benämningen på tryckta bokverk med liknande innehåll men som idag allt oftare ersatts av just digitala databaser (på Internet).

## Varianter
Större webbaserade seriedatabaser finns idag på ett antal större europeiska språk och seriemarknader. De kan grovt sett brytas ner i två kategorier: encyklopedier (uppslagsverk) och kataloger (mediedatabaser):
- En encyklopedi samlar information om både utgåvor, serieskapare och andra seriefenomen, antingen i en viss seriegenre eller generellt över alla typer av serier. Encyklopedin har artiklar i notis- eller essäform, skrivna på ett enda språk, men man begränsar sig i artikelurvalet i regel inte till ett enda land utan är global.
- En mediedatabas koncentrerar sig, i likhet med tryckta seriekataloger, på den tekniska aspekten av serieutgåvorna och saknar i regel texter om skaparna av serierna. Inriktningen på mediedatabasen är ofta ett enda lands eller språkområdes utgivning.

## Historik
Digitala seriedatabaser är numera ofta tillgängliga via Internet. Internet-baserade seriedatabaser har under det senaste decenniet blivit allt viktigare. Internet-databaser är ofta wiki-baserade, vilket skapar ett snarlikt gränssnitt för redigering och läsning och möjliggör utvidgning av databasen som ett Internet-baserat grupparbete. Runt 2005/2006 startades flera specialiserade uppslagsverksprojekt på Internet – bland annat Seriewikin och ComicWiki – vilka i flera fall finansieras tekniskt av moderorganisationer i branschen och redigeras på en kollaborativ amatörbasis. De har vuxit sig stora, bland annat genom att – till skillnad mot generiska uppslagsverk typ Wikipedia – (åtminstone i teorin) ge större möjligheter till fördjupning. Dessutom har de ofta friare möjligheter till illustrerande, genom utnyttjande av den journalistiska illustrationsrätten till utdrag ur verk i samband med relevanta texter.

## Viktigare databaser på Internet

### Encyklopedier (generella)
- (svenska) Svenskspråkiga Wikipedia täcker även tecknade serier. Mängden artiklar om tecknade serier är dock relativt litet[källa behövs]. I mars 2012 handlade knappt 2 000 av totalt  drygt 442 000 artiklar om tecknade serier.
- (engelska) (franska) Andra språkversioner av Wikipedia har en större mängd artiklar om serier. Engelskspråkiga Wikipedia och franskspråkiga Wikipedia täcker från "hemmaplan" två av de största serietraditionerna.[1][2]
- (svenska) Seriewikin  är en svenskspråkig wiki som grundades sommaren 2005[3]. Under uppbyggnadsfasen skrevs en stomme av 3 000 artiklar, och till bokmässan 2005 blev den fritt tillgänglig på Internet. Seriewikin ägs och drivs av Seriefrämjandet, men själva arbetet görs av en mängd olika registrerade användare (till skillnad från Wikipedia kan endast registrerade användare redigera artiklar. Till skillnad från svenskspråkiga Wikipedia, använder man sig även av bilder som inte ligger under fri licens. Mars 2012 fanns drygt 15 300 artiklar.
- (danska) ComicWiki är en seriewiki på danska, startad 2006[4]. Den är i storlek jämförbar med Seriewikin och hade mars 2012 drygt 13 900 artiklar.
- (engelska) Lambiek Comiclopedia (ibland kallad Lambiek eller Comiclopedia, enligt startsidans toppskyltning Kees Kousemaker's Lambiek Comiclopedia) är en engelskspråkig seriedatabas, baserad i Nederländerna. Den drivs av seriebutiken Lambiek (världens äldsta seriebutik, grundad 1968). Mars 2012 fanns där 11 000 artiklar.[5]

### Encyklopedier (regioninriktade)
- (engelska) Don Markstein's Toonopedia (ibland kallad Toonopedia) är en engelskspråkig databas över engelskspråkiga serier och dito tecknad film från Nordamerika. Databasen drogs igång 1999 och lades upp på Internet 13 februari 2001[6].

### Encyklopedier/databaser (genreinriktade)
- (engelska)(franska)(italienska) etc Inducks (officiellt skrivet I.N.D.U.C.K.S.) är en flerspråkig databas om Disneyserier. April 2012 fanns över 135 000 (alternativt över 160 000) berättelser och 103 000 (alternativt över 50 000) indexerade publikationer.[7][8]
- (engelska) Comic Vine är en engelskspråkig webbplats med inriktning på amerikanska serietidningsserier, främst superhjälteserier. Där finns forum, recensionsavdelning och serieencyklopedi. Recensionerna hanteras av en redaktion, medan övrigt material är användarbaserat eller byggs ut med hjälp av användarna på wiki-basis. Comic Vine grundades 2006 och är numera ägd av San Francisco-baserade Internet-bolaget Whiskey Media.[9]
- (engelska) Who's Who of Comic Books (1928–1999) är en databas över amerikanska serietidningsskapares bibliografier. Den skapades av Jerry Bails och gavs på 1970-talet ut som en tryckt utgåva i fyra volymer, då sammanställd ihop med Hames Ware. Bails avled 2006, och databasen uppdateras inte längre.[10]

### Rena mediedatabaser/utgivningskataloger
- (svenska) Seriesam's Guide är den äldsta databasen över alla svenska serieutgåvor[källa behövs]. 1 mars 2013 listades 2 718 titlar med 48 698 inscannade omslag[11] med fakta om tecknare, utgivningsår, och katalogvärde.
- (svenska) Seriekatalogen.se är databas med sökmotor över svenska serieutgåvor. 21 juni 2012 listades 3 359 titlar (flera titlar räknas dubbelt)[12] och presenterar dem med basfakta om utgivning samt riktpriser.
- (engelska) Grand Comics Database – GCD listar seriepublikationer från hela världen. Man grundades 1994 (då baserad på Usenet) och hade april 2012 drygt 375 000 utgåvor med omslag mars 2012.[13]
- (franska) Bedetheque.com är en franskspråkig mediedatabas. 8 april 2012 listades 120 713 album, 25 953 serier, 16 034 "Para-BD" (serierelaterat som inte är serier) och 18 513 serieskapare. Dessutom räknade man den dagen in 25 735 köpannonser och 33 000 recensioner och notiser.[14]
- (franska) BDoubliees.com är en franskspråkig mediedatabas, startad 1999. 8 april 2012 beskrev man 65 tidningar i detalj samt listade 11 335 serieskapare och 8 883 serier på sammanlagt 27 500 sidor med 11 000 illustrationer.[15]
- (tyska) Deutscher Comic Guide är en tyskspråkig mediedatabas. Man listar tryckta, minst halvprofessionella serieutgåvor från 1945 och senare. Man hade 8 april 2012 fått med 101 329 titlar, vilket sades motsvara över 95 procent av allt som följer de kriterierna (59 810 av titlarna har omslagsillustrationer). Målet var att komma upp till 100 % täckningsgrad. 1997 gavs en CD-version av databasen ut.[16]
- (nederländska) Strip-Encyklopedie Zilveren Dolfijn är en fyrspråkig (nederländska, franska, engelska, tyska) mediedatabas, grundad 14 november 1996. Man listar tecknade serier på nederländska, snarlikt den Deutscher Comic Guide gör på sin marknad. Senaste uppdateringen skedde 21 augusti 2011, men databasen är fortsatt nåbar över Internet. Namnet "Zilveren Dolfijn" sägs komma från namnet på en fransk-belgisk serie[förtydliga] som inte översatts till svenska.[17]